# Alfred Reiter (Radsportler)
Alfred Reiter (* 1933 in Wien) ist ein ehemaliger österreichischer Radrennfahrer und nationaler Meister im Radsport.

## Sportliche Laufbahn
Zum Radsport kam er durch die Teilnahme an einem Schulwettbewerb 1947. Seinen ersten bedeutenden Erfolg feierte er im Mai 1952, als er den Internationalen Bäderpreis von Bad Vöslau gewann. Später bestritt er auch Steherrennen. 1957 beendete er seine Laufbahn, um sich ganz seinem Beruf als Elektromonteur zu widmen. 
Reiter gewann die nationale Meisterschaft im Sprint 1954. Ein Jahr später konnte er den Titel erfolgreich verteidigen. Reiter wurde vom ehemaligen Olympiateilnehmer Alfred Mohr trainiert.